# 1836 au Canada
Pour un article plus général, voir Chronologie du Canada.
Cet article traite des événements qui se sont produits durant l'année 1836 au Canada.

## Événements

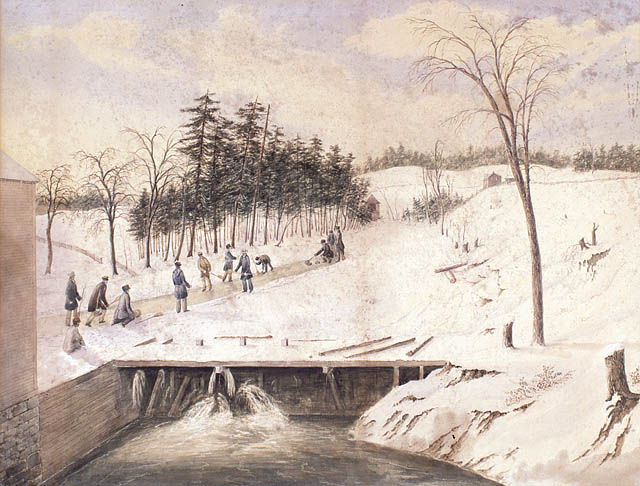
Curling sur Rivière Don à Toronto

- Janvier : publication du livre anti-catholique The Awful Disclosures of Maria Monk par Maria Monk. Elle accuse les sœurs religieuses de l'Hôtel-Dieu de Montréal d'avoir des relations sexuelles avec des prêtres et de tuer des bébés. Les enquêtes faites à ce sujet révèleront que ces prétentions sont fausses.
- Francis Bond Head (en) devient lieutenant-gouverneur du Haut-Canada. Il dissout le douzième parlement du Haut-Canada (en) et fait déclencher des élections.
- 8 novembre : début du treizième parlement du Haut-Canada (en).
- 17 novembre : publication du rapport Commission royale d'enquête sur tous les griefs affectant les sujets de Sa Majesté dans le Bas-Canada.
- Mise en place de la 15e assemblée générale de la Nouvelle-Écosse (en).
- Élection générale de Terre-Neuve de 1836 (en).
- Peter Crerar (en) entreprend la construction d'un chemin de fer reliant Halifax à Windsor en Nouvelle-Écosse.
- Construction du Pont Lachapelle reliant l'Île de Montréal à l'Île Jésus (Laval).

### Exploration de l'Arctique

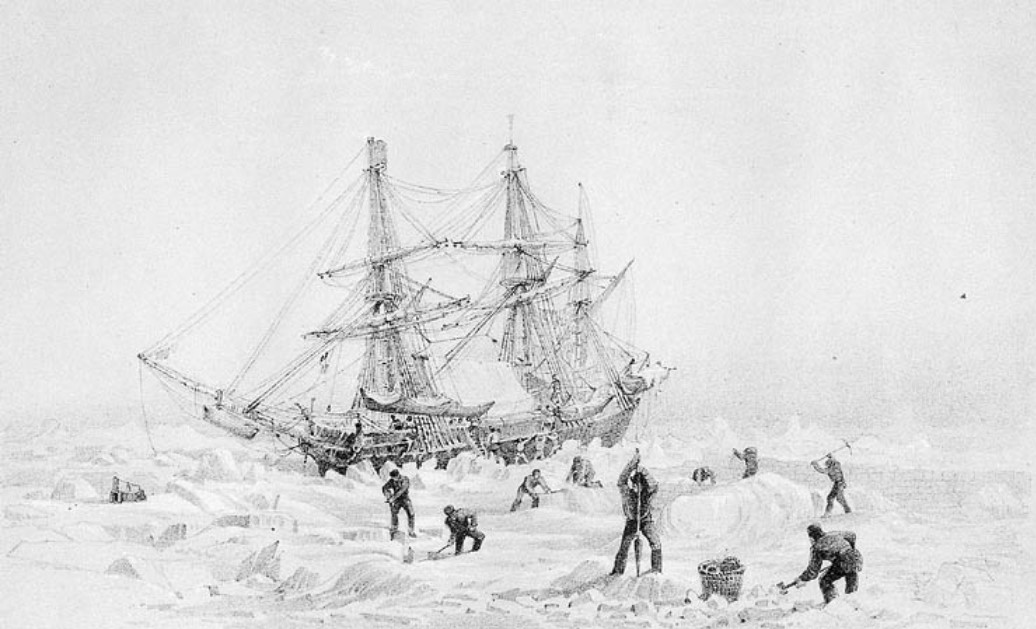
HMS Terror pris dans les glaces

- George Back commande une nouvelle expédition avec le HMS Terror. Le but est de rejoindre point Turnagain atteint par John Franklin auparavant. Son navire est pris dans les glaces dès le mois d'août. Il est pris près de l'Île Southampton.

## Naissances
- 15 janvier : Louis-Amable Jetté (lieutenant-gouverneur du Québec) († 5 mai 1920)
- 4 mars : Joseph-Octave Villeneuve (maire de Montréal) (º 27 juin 1901)
- 7 octobre : Henri-Elzéar Taschereau, juge. († 14 avril 1911)
- 24 octobre : Eugène-Étienne Taché (architecte) († 13 mars 1912)

## Décès
- 10 janvier : Adam Lymburner, marchand et politicien.
- 11 janvier : John Molson, homme d'affaires et brasseur.